# Имало едно време в Америка
„Имало едно време в Америка“ (на английски: Once Upon a Time in America) е итало-американски филм от 1984 г. на режисьора Серджо Леоне, в който участват Робърт де Ниро, Джеймс Уудс, Елизабет Макгавърн, Джо Пеши и Дженифър Конъли.

## Сюжет
Филмът разказва историята на младежи от еврейското гето, които се издигат в подземния свят в Ню Йорк. Действието във филма се развива в три периода: началото на 20 век, 1930-те (Сухия режим) и 1960-те.

## Продукция
Филмът е дълъг близо 4 часа в неорязаната версия, като често действието се прехвърля в бъдещето или в миналото. Музиката към филма е написана от италианския композитор Енио Мориконе. Премиерата му е на Филмовия фестивал в Кан през 1984.

## Награди и номинации
Филмът е номиниран за Златен глобус за най-добра режисура (С. Леоне) и най-добра филмова музика (Енио Мориконе).